# Enveitg
Enveitg é uma comuna francesa na região administrativa da Occitânia, no departamento dos Pirenéus Orientais. Estende-se por uma área de 30.52 km², com 636 habitantes, segundo o censo de 2018, com uma densidade de 21 hab/km².